# Martin Olejník
Martin Olejník (* 8. srpna 1972) je současný český stolní tenista hrající za tým TSG Seckenheim. Aktuálně v únoru 2007 je na 104. místě mezinárodního žebříčku ITTF. Martin Olejník je členem české reprezentace. Jeho největším úspěchem je 5. místo z Mistrovství světa družstev v roce 2006 a 3. místo z Mistrovství Evropy družstev v roce 2005.